# کار مزدی
کارِ مزدی رابطهٔ اقتصادی–اجتماعی بین یک کارگر و یک کارفرما است که در آن کارگر کار خود را تحت یک قرارداد کاری رسمی یا غیررسمی می‌فروشد. این معاملات معمولاً در بازار کار صورت می‌گیرند و دستمزدها بر اساس بازار تعیین می‌شوند. در برابر مزد پرداخت‌شده، به‌جز در موارد خاص، محصول نهایی به مالکیت کارفرما در می‌آید.